# Wenn jeder Tag ein Sonntag wär
Wenn jeder Tag ein Sonntag wär (Alternativtitel: Liebesgrüße vom Wörthersee) ist eine deutsche Verwechslungskomödie von Harald Vock aus dem Jahr 1973.

## Handlung
Dr. Karl Maria Wegner, Leiter der Wegner-Reisebüros ist ein Workaholic, weswegen er und seine Familie – Ehefrau Mathilde und die Kinder Erich und Gaby – noch nie im Urlaub waren. Als Mathilde plant, mit den Kindern nach Spanien zu fahren, hat Karl schon andere Pläne. Er fährt mit der Familie nach Kärnten in eines seiner Hotels, wo er unter falschem Namen dessen Qualität überprüfen will. Der Hoteldirektor wird von der geplanten Ankunft seines Chefs informiert, er hält jedoch Bubi Berger für Wegner. Der ist mit seiner krimiverrückten Mutter auf Urlaub und allerdings sehr verwundert, die beste Suite und einen Empfangswein zu bekommen.
Wegner und seine Familie kommen in einem kleinen Zimmer ohne fließendes Wasser und Seeblick unter und werden vom Hoteldirektor schlecht behandelt, als sie sich beschweren wollen. Wegner hat jedoch noch ein ganz anderes Problem; im Hotel befindet sich auch Elfriede, in deren Bett er vor einiger Zeit nach einer durchzechten Nacht aufgewacht war. Die versucht nun, von ihm einen Diamantring zu erpressen, könne sie doch andernfalls seiner Frau von dem nächtlichen Zwischenfall erzählen.
Tochter Gaby hat sich inzwischen in den Kellner Walter verliebt, den Neffen des Wildhüters Anger. Der betreibt unweit der Hotelanlage einen Wildpark und hat sich hoch verschuldet. Wegner hat vor einiger Zeit die Schulden beglichen, so dass Anger nun, da er sie an Wegner nicht zurückzahlen kann, kurz vor dem Verkauf des Waldstücks steht. Er weiß, dass Wegner auf dem Gelände Ferienhäuser errichten will, weshalb er den letzten Schritt immer wieder hinauszögert. Vor allem seiner Nichte Monika will er die schlechte Nachricht ersparen, da sie in der Natur aufgewachsen ist.
Es kommt zu Verwechslungen. Wegner hat Berger eingeweiht, dass jeder ihn für den Chef hält und Berger nutzt seine neue „Machtposition“ aus. Anger wiederum tritt an Berger mit der Bitte heran, sich den Ferienhausbau noch einmal zu überlegen und Berger lehnt in der Rolle von Wegner ab. Da Bergers Mutter ständig Krimis liest, vermutet sie in jedem einen potenziellen Dieb oder Entführer und verdächtigt Elfriede, ihr einen Ring gestohlen zu haben. Auch Wegners, die ihren gesamten Schmuck in den Hotelsafe haben legen lassen, vermuten einen Dieb, als ihre Schatulle leer an sie zurückgegeben wird. In Wirklichkeit wurde ihre Schatulle mit der von Frau Berger verwechselt. Wegner und Berger verfolgen Elfriede, die mit dem Schiff abgereist ist, werden dann aber ihrerseits von der Polizei verfolgt und landen im Wildpark, wo sie Natur und Ursprünglichkeit am eigenen Leib erfahren können.
Bei einem vom Hotel organisierten Talentwettbewerb tritt Gaby auf Erichs und Walters Drängen hin auf und singt zwei Lieder. Walter erfährt von einer Freundin von Gabys wahrer Identität und provoziert sie, woraufhin sie ihn verlässt. Walters Freundin wiederum ist eine Schulfreundin von Gaby, von der diese erfährt, dass Walter ihre wahre Identität kennt. Beide versöhnen sich am Ende. Und auch für Anger wendet sich alles zum Guten. Da Wegner sich im Wald beim abschließenden Fleischgrillen über offenem Feuer wieder wie ein kleiner Junge fühlt, gibt er seine Baupläne auf; er will nun lieber das kleine Hotel des Wildhüters renovieren lassen, um naturnahen Urlaub zu ermöglichen. Der Leiter der Anlage soll weiterhin Anger sein. Und da Wegner seiner Frau die Nacht mit Elfriede beichtet, ist er auch die Sorge wegen der Erpressung am Ende los.

## Lieder
- Chris Roberts: Warum
- Chris Roberts: Kesse Küsse
- Ireen Sheer: Goodbye Mama
- Ireen Sheer: Und wenn die Sonne scheint, denkt keiner an den Regen
- Chor: Wenn jeder Tag ein Sonntag wär

## Produktion
Der Film wurde in Klagenfurt und Velden am Wörther See gedreht. Die Uraufführung fand am 19. Oktober 1973 statt.
Die Lieder des Films stammen von Gerd Eisenmann, Ralph Siegel und Willibald Quanz. Ireen Sheer singt die Titel Goodbye Mama und Und wenn die Sonne scheint, denkt keiner an den Regen, während Chris Roberts Warum und Kesse Küsse singt.

## Kritik
Das Lexikon des internationalen Films bewertete Wenn jeder Tag ein Sonntag wär als Film mit den „übliche[n] Verwechslungen. […] Klamauk, umrahmt von Sentimentalität, Liebe und Schlagern.“
Die Zeitschrift Filmecho/Filmwoche fand Worte der Anerkennung für Regisseur Harald Vock, der die Vorlage „in ein munteres, Kapriolen schlagendes Lustspiel verwandelt“ habe.